# Crotalus horridus
El cascabel de los bosques (Crotalus horridus) es una especie de serpiente venenosa de la subfamilia Crotalinae que habita en el este de los Estados Unidos. Esta es la única especie de serpiente de cascabel en la mayor parte del noreste de Estados Unidos y solo es superado por su pariente en el oeste, el cascabel de la pradera (Crotalus viridis), como la serpiente venenosa más septentrional que habita en América del Norte. Es conocida en inglés como "timber rattlesnake, canebrake rattlesnake" o "banded rattlesnake". No se conocen subespecies.